# Edwin Carewe
Edwin Carewe (5 de marzo de 1883-22 de enero de 1940) fue un director, actor y productor cinematográfico de nacionalidad estadounidense, activo en la época del cine mudo.

## Biografía
De origen Chickasaw, su verdadero nombre era Jay Fox, y nació en Gainesville, Texas. Escogió el nombre artístico de Edwin como homenaje al actor teatral Edwin Booth, y Carewe como recuerdo de un personaje interpretado por él. Tras breves estudios en Universidades de Texas y Missouri y un periodo trabajando en grupos teatrales regionales, Carewe se mudó a Nueva York en 1910, donde formó parte de la formación teatral Dearborn Stock Company.
Su debut cinematográfico se produjo actuando para la productora Lubin Manufacturing Company, siendo a menudo dirigido por George Nichols. En total, desde 1912 a 1916 fue actor en 37 películas. Más adelante Carewe dirigió películas para MGM, First National, Universal Studios, Paramount Pictures, y United Artists. A lo largo de su carrera fue el descubridor de actores como Dolores del Río (que fue su amante), Warner Baxter, Francis X. Bushman y Gary Cooper. En total rodó más de 60 largometrajes, entre ellos el alabado film de 1928 Ramona, protagonizado por Dolores del Río y Warner Baxter.
Otra destacada película de Carewe fue Evangeline (1929), también con Dolores del Río, y escrita por su hermano, Finis Fox.  Evangeline se basaba en el poema de Henry Wadsworth Longfellow, y recibió positivas críticas por su excepcional iluminación y trabajo con la cámara.
Aunque Carewe dirigió y produjo varias producciones de éxito, tanto financiero como de la crítica, en los años del cine mudo, él no llegó a superar con éxito la transición al cine sonoro. Tras trabajar en adaptaciones al sonoro de sus primeros éxitos, posteriormente participó en filmes de bajo presupuesto y en cintas de carácter religioso, rodando su último largometraje, Are We Civilized?, en 1934.
Edwin Carewe falleció a causa de una enfermedad cardiovascular en su domicilio en Hollywood, California, en 1940. Fue enterrado en el Cementerio Hollywood Forever, en Hollywood. Se había casado en tres ocasiones, dos de ellas con la actriz Mary Akin. Su hija fue la también actriz Rita Carewe. Edwin Carewe tenía dos hermanos, ambos igualmente: Wallace Fox, director y productor, y Finis Fox, guionista.

## Filmografía

### Actor
| - A Girl's Bravery (1912) - The Moonshiner's Daughter (1912) - Gentleman Joe, de George Nichols (1912) - The Water Rats, de Oscar Eagle (1912) - Love's Justice, de Frank Whitman (1913) - It Might Have Been, de George Nichols (1913) - The Mexican Spy, de Wilbert Melville (1913) - On the Threshold, de George Nichols (1913) - Private Smith, de Wilbert Melville (1913) - The Miser (1913) - Down on the Rio Grande (1913) - The Regeneration of Nancy (1913) - The Supreme Sacrifice, de George Nichols (1913) - The First Prize, de George Nichols (1913) - The Soul of a Rose (1913) - Dolores' Decision, de George Nichols (1913) - The Moonshiner's Wife (1913) - Women of the Desert, de George Nichols (1913) - A Florida Romance, de George Nichols (1913) | - In the Harem of Haschem, de George Nichols (1913) - The Judgment of the Deep (1913) - A Mock Marriage, de George Nichols (1913) - Retribution, de George Nichols (1913) - Kidnapping Father, de George Nichols (1913) - The Great Pearl, de George Nichols (1913) - The Wine of Madness (1913) - From Ignorance to Light, de George Nichols (1913) - Her Husband's Picture, de George Nichols (1913) - On Her Wedding Day, de George Nichols (1913) - The Call of the Heart, de George Nichols (1913) - Into the Light, de George Nichols (1913) - His Conscience (1913) - In the Southland, de George Nichols (1913) - A Miracle of Love (1913) - The Three of Us, de John W. Noble (1914) - Cora, de Edwin Carewe (1915) - The Snowbird, de Edwin Carewe (1916) |

### Director
| - Across the Pacific (1914) - The Cowboy and the Lady (1915) - Cora (1915) - Marse Covington (1915) - Destiny: Or, The Soul of a Woman (1915) - The Final Judgment (1915) - The House of Tears (1915) - The Upstart (1916) - Her Great Price (1916) - The Snowbird (1916) - God's Half Acre (1916) - The Dawn of Love (1916) - The Sunbeam (1916) - The Barricade (1917) - Her Fighting Chance (1917) - The Greatest Power (1917) - The Trail of the Shadow (1917) - Their Compact (1917) - The Voice of Conscience (1917) - The Splendid Sinner (1918) - The Trail to Yesterday (1918) - The House of Gold (1918) - Pals First (1918) - Liberty Bond Jimmy (1918) - Shadows of Suspicion (1919) - Way of the Strong (1919) - False Evidence (1919) - Easy to Make Money (1919) - The Right to Lie (1919) | - The Web of Deceit (1920) - Rio Grande (1920) - Isobel or The Trail's End (1920) - My Lady's Latchkey (1921) - Habit (1921) - Playthings of Destiny (1921) - The Invisible Fear (1921) - Her Mad Bargain (1921) - A Question of Honor (1922) - Silver Wings (1922) - I Am the Law (1922) - Mighty Lak' a Rose (1923) - The Girl of the Golden West (1923) - The Bad Man (1923) - A Son of the Sahara (1924) - Madonna of the Streets (1924) - My Son (1925) - The Lady Who Lied (1925) - Why Women Love (1925) - Joanna (1925) - High Steppers (1926) - Pals First (1926) - Resurrection (1927) - Ramona (1928) - Maruska (1928) - Evangeline (1929) - Resurrection (1931) - Are We Civilized? (1934) |

### Productor
| - Isobel or The Trail's End (1920) - The Web of Deceit (1920) - I Am the Law (1922) - The Bad Man (1923) - The Girl of the Golden West (1923) - Mighty Lak' a Rose (1923) - Madonna of the Streets (1924) - A Son of the Sahara (1924) - Joanna (1925) - Why Women Love (1925) | - The Lady Who Lied (1925) - My Son (1925) - Pals First (1926) - High Steppers (1926) - Resurrection (1927) - Revenge (1928) - Evangeline (1929) - Resurrection (1931) - Are We Civilized? (1934) |

### Guionista
| - Across the Pacific (1914) - The Dancer and the King (1914) | - Rio Grande (1920) - Resurrection (1927) |